# ミステリーナイト
ミステリーナイトは参加者がミステリードラマの『探偵』となり、『殺人事件』の犯人を探し出す演劇による参加者疑似体験型イベント。毎年数回、日本各地のホテルにて開催される。企画・運営はE-pin企画。

## 概要
1987年にホテルプラザにて第1回となる『プラザ館の長い夜』を上演。血なまぐさい話題がご法度なホテル業界において『殺人事件』を取り扱うという趣向が話題を呼び、その後20年以上にわたり上演されている人気のイベント。現在は東京（ホテルメトロポリタン池袋）、大阪（リーガロイヤルホテル大阪）、福岡（ヒルトン福岡シーホーク）等のホテルにて主に7月～8月に行われる、回によっては他の場所でも開催されることもある。企画・運営はイーピン企画だが、イベント主催はホテルとなる。

## イベントの流れ
ここではおおまかな流れを順を追って説明する。

### 事件編前
チェックイン後から『事件編』上演前までは自由行動だが、探偵（参加者）は既にホテル（会場）内に隠されたヒントを見つけなければならない。
家宅捜索
探偵の家宅である客室には既にヒントが隠されており、そのヒントを見つけなければならない。ヒントの隠し場所は全部屋で同じとなっている。見つけたヒントには【ウォーミングアップクイズ】として、頭の体操的問題や上演される事柄に関する問題が出題され、解読することにより本編のヒントとして活用（解答が後述するヒントルームの入室パスとなる場合やヒントルーム入室パス解読のヒントになる場合、その解答自体がヒントとなる場合）することができる。
ヒントボード
ホテル内の各所（主にフロントなどが存在するエリア）に数か所、舞台となるエリアなどの概要が書かれたボードが設置される。
ミステリーナイトディナー
ホテル内のレストランにおいてコースディナーを食べることができる（ミステリーナイトイベント参加費とは別料金）。毎回レストランごとに物語のテーマにちなんだコースディナーが振る舞われるが、ディナーのテーブルやウェイターにヒントが隠されており、それを推理に利用することができる。また、ウェイターとの会話から、これからの起こる事件のヒントを教えてくれる場合もある。

### 事件編
『事件編』では事件発生までが舞台上で上演され、探偵（観客）は起こった事件の犯人を推理しなければならない。登場人物の何気ない言動、舞台上のわずかな差異も重要な手がかりとなる。ただし、上演中は写真撮影が禁じられているため、メモを取りつつ観るのが名探偵への近道だ。

### 捜査活動
事件編後は以下のようなヒントが順を追って提示される。
質疑応答
出演者の1人（主にメインキャストが担当）が進行役となり、各キャストに対する尋問と『探偵＝参加者』が直接出演者に対し質問することができる質疑応答が行われる。
ただし、当然のことながら犯人役は自分に不都合な点に関しては嘘をつく可能性があるためその点を考慮しなければならない。
また、犯人以外でも嘘をつく可能性はあるがそれ以外の事に関しては正直に話す。出演者と観客が生でダイレクトに交流するこの時間はイベントの醍醐味のひとつでもある。鋭い質問はライバル探偵へヒントを与えるリスクを孕んでいる。

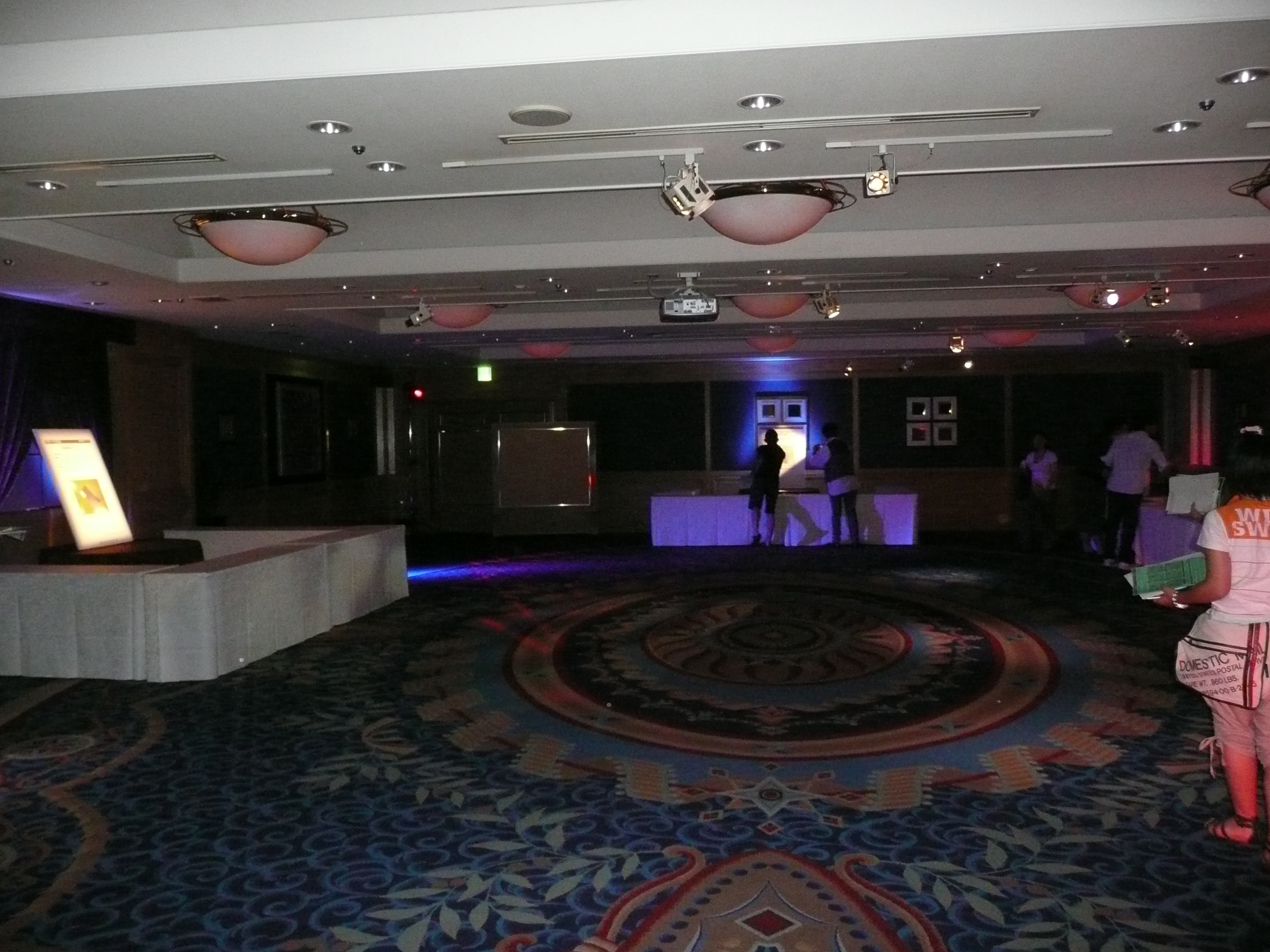
ヒントルームの様子

ヒントルーム

証拠となる品や新たに発覚した事実などが提示される。ただし、入室には配布された暗号やパズルを解かないと入室できない。
ヒントシート
『事件編』後やヒントルームにて配られる事件の概要や新たに発覚した情報などが整理されたシート。ヒントルーム入室パスとなる問題が書かれていることもある。
ヒントビデオ
主に自室のモニターから鑑賞できるヒント映像。ステージ出演者以外の証言やヒントなどが指定時間内に繰り返し放映される。
これらのヒントを基に事件の真相を追及していく。また、捜査活動の助けとして以下のようなものも提供されている。
情報交換コーナー
他の探偵たちと気軽に捜査情報を交換することができる自由スペース。
おたすけ探偵局
お助けテレフォン。ホテルマンやスタッフ（時折出演者自らが出ることも）により構成され、自室の電話からかけることができる。捜査活動に行き詰まった時にある程度の道筋（ヒント）を提供してくれるもちろん真相は教えてくれない。
これらを活用し、制限時間内に【逮捕状＝解答用紙】に自らの推理を記入して提出することで捜査完了となる。終了後は翌朝の『解決編』まで自由行動であるが、終了時刻が深夜2時～4時ほどであり、寝ることができる時間も非常に限られているため《ホテルに泊まるのに眠れないイベント》とも呼ばれている。
なお、推理については複数回公演を行うためネタバレ防止と「ホテルで行う推理活動を楽しむ」ため、インターネットを使用し、ネット上の掲示板などで不特定多数の人間を巻き込んで推理活動を行うことは禁止されている。
参加者らは皆、自らが推理をし、謎解きを楽しみ、そこから得られる達成感の尊さを理解しているため、この暗黙の戒律は言わずもがなで厳しく守られている。

### 解決編
各自朝食、チェックアウトを済ましたあと解決編の上演となる。終了後はそのまま表彰式となり、成績優秀者に商品が渡される。

## 用語集
リピーター
過去にミステリーナイトのみならず、ミステリーツアー、ミステリー・ザ・サードといったE-pin企画主催ミステリーイベントに参加経験がある探偵のこと。リピーターには事前にファイリングシートと呼ばれる紙が送付され、Web上でアップされる情報や事前問題に解答し当日ヒントをもらうことができる。
逮捕状
正式名称は「推理結果投票用紙」、平たく言うと「解答用紙」である。この用紙に自らの推理を記入し提出する。解答は文章穴埋めと記述となっており、要求される解答は犯人はもちろんの事、犯人と決定づける確固たる証拠、犯行を行うために使ったトリック（事前準備や実行時、実行後の証拠隠滅・アリバイ工作など）、動機、さらには犯人が犯した決定的な失敗・誤算などを解答しなければならない。
基本的には「トリックの推測」から「そのトリックが実行できた人物」を導き出すのがセオリーとなっており、回によっては動機から詰めることやアリバイから詰めることができないようになっている。
主な解答例
実際に行われた解答の一例を記す。なお、公演後も内容に関するネタバレを禁じているため、キーとなる人物・アイテムを隠し、一部変更して表記する。
正解となる数は発表されていないため、思いつく限り解答する必要がある一方、「探偵には簡潔さも必要」ということで文章構成力も問われる。
名探偵バッジ
過去のミステリーナイトにおいて「優秀名探偵賞（成績上位者）」獲得者には銀のバッジを、「最優秀名探偵賞（優勝者）」には金のバッジが与えられる。これらのバッジをつけている人は過去の成績優秀者として頼られることが多い。どちらも数は少なく、金バッジは公演数と同じ数しかない非常に貴重なものである。

## 出演者
主に九十九が所属するE-pin企画のメンバーが出演している。1作に8～10人ほど出演する。
- 九十九一 - 第6回から全て（第10回を除く）の回において演出も担当。
- 樋渡真司
- メイビ - 九十九一の息子
- 羽田惠理香
- 黒沼弘巳
- 内野智
- KONTA - ミステリーナイトテーマソングも作曲。2006年から開演前に流される。
- 山口智恵
- 主浜はるみ
- 鈴木コウヤ
- 岡部たかし
- 山口奈緒子
- 村松利史
- 温水洋一
- 安斎肇
- 佐野バビ市

### 過去の出演者
E-pin企画主導になる前は劇団東京乾電池が公演をおこなっていた。
- ベンガル
- 熊谷真美
- 松金よね子
- 蛭子能収
- 内田春菊 - 第8回「青い迷宮」は本人が書いた「南くんの恋人」をベースにした作品となっており、本人役で出演した。

## スタッフ
- 企画・構成：城島和加乃
- 構成：かとうだい
- 脚本

牧田明宏 - 一部作品では出演者として登場のほか、プランニングも担当。
毛利亘宏（少年社中）
- 演出：九十九一
- プランニング協力

ふじしろやまと（城島・かとうの連名）
牧田明宏
本村壮平
- 企画協力

E-Pin企画
ミステリー99%
- 主催

各開催ホテル
- 協賛

アサヒ飲料
サントリー
東日本旅客鉄道

## 過去のスタッフ
- 演出

渡辺えり子 - 第4回を担当。
- 脚本

中島らも - 第1回の脚本を担当。
砂本量 - 第9回から死去直前となる第19回まで担当。

## 備考
- 基本は個人戦だが、上記の通り他の探偵との相談も可能であり、特に同行したメンバーでチーム（2人～3人、大所帯ともなると5、6人で組むことも）を組み、証拠集めの分担や推理考察の精査を行いチーム全員で解答を揃えて上位に食い込むケースがある。が、採点システム上同じような解答をしてもわずかに点数が変わることが多く、その場合表彰式の際出演者から「裏切り者」「どうやって出し抜いた」とネタにされることもしばしば。もちろん、1人で参加し、上位入賞を果たす人も多い。
- すでに20回以上開催されており、派生のミステリーツアーなども含めると30回以上ミステリーイベントを開催されているため、既に挑戦回数10回、20回のベテランも多い（特殊な回答方式が熟練者に有利でもある）。その一方で初参戦ながら上位入賞・優勝も少なくなく、現在は「最優秀新人名探偵賞（初参戦の中で成績トップ）」の賞も設立されている。
- 業界内でも知名度や評価が高く、同じ演劇人なども一般客に混じり参加していることが多い。25周年記念の回では綾辻とのコラボということもあり多くの初参戦探偵が参加し、その中には漫画家の藤田和日郎、声優の相沢舞、鹿野優以も参戦したことを明らかにしている。